# Andrej Lošak
Andrej Borisovič Lošak (Андре́й Бори́сович Лоша́к, * 20. listopadu 1972, Moskva) je ruský dokumentarista, novinář a reportér. V letech 2004–2009 působil v ruské televizní stanici NTV. V únoru 2022 mu vyšel dokumentární seriál o ruských hackrech. Deset dní po vpádu ruských vojsk na Ukrajinu v roce 2022 se uchýlil z Ruska do Gruzie. V červnu 2022 vydal dokumentární film Přetržená pouta, který se zabývá výpověďmi příbuzensky spřízněných Rusů, kteří se neshodnou v pohledu na ruskou invazi na Ukrajinu. V únoru 2023 jej ruský režim, společně s Andrejem Zubovem, zařadil na seznam tzv. zahraničních agentů.